# Comuna Velîka Hlușa, Liubeșiv
Velîka Hlușa (în ucraineană Велика Глуша) este o comună în raionul Liubeșiv, regiunea Volînia, Ucraina, formată din satele Nevir, Pohuleanka și Velîka Hlușa (reședința).

## Demografie
Componența lingvistică a satului Velîka Hlușa
     Ucraineană (99,37%)
     Alte limbi (0,63%)
Conform recensământului din 2001, majoritatea populației satului Velîka Hlușa era vorbitoare de ucraineană (99,37%), existând în minoritate și vorbitori de alte limbi.